# The Sign
The Sign – singel zespołu Ace of Base wydany 22 października w Wielkiej Brytanii i 21 lutego 1994 w USA za pośrednictwem Arista Records. Utwór okazał się międzynarodowym hitem, uplasował się na 1. miejscu listy Billboard Hot 100, a także na 1. miejscu m.in. w Kanadzie, Austrii, Argentynie i Szwajcarii i na 2. w Wielkiej Brytanii. Pochodzi z albumu Happy Nation (pod taką nazwą został wydany na całym świecie z wyjątkiem Ameryki Północnej, gdzie nazwano go The Sign).
Singel uplasował się na 51. listy Bilboard's All Time Top 100. Utwór został wykorzystany w amerykańskim serialu Pełna chata. Nagrany został cover piosenki autorstwa The Mountain Goats.

## Spis utworów
- AU CD (1994) PDSCD 547

1. "The Sign" – 3:11
2. "The Sign" (długa wersja) – 4:43

- AU 12" (wydanie promocyjne) (1994) AOB CHP razem z Captain Hollywood Project

1. "The Sign" – 3:11
2. "The Sign" (długa wersja) – 4:43
3. non-Ace Of Base track
4. non-Ace Of Base track

- DA CD (1993) MRCDS 2592

1. "The Sign" – 3:11
2. "The Sign" (długa wersja) – 4:43

- DA CD 1993) MRCXCD2592

1. "The Sign" – 3:11
2. "The Sign" (długa wersja) – 4:43
3. "The Sign" (Dub Version) – 5:10

- DA 12" (1994) MRCX 122636

1. "The Sign" (The Remix) – 5:40
2. "The Sign" (Ultimix) – 6:49
3. "The Sign" (Dub Version) – 5:10

- FR CD (1993) ACEB1

1. "The Sign" – 3.11
2. "The Sign" (długa wersja) – 4:43

- FR 7" (1993) 855 026-7

1. "The Sign" – 3.11
2. "The Sign" (długa wersja) – 4:43

- GE CD (1992) AOBC5TH22713

1. "The Sign" – 3:11
2. "The Sign" (długa wersja) – 4:43
3. "The Sign" (Dub Version) – 5:10

- GE CD (1993) 855 026-2

1. "The Sign" – 3:11
2. "The Sign" (długa wersja) – 4:43

- GE CD (1994) 855 707-2

1. "The Sign" (The Remix) – 5:40
2. "The Sign" (Ultimix) – 6:49
3. "The Sign" (Dub Version) – 5:10

- GE (kaseta) (1993) ACEMC-1

1. "The Sign" – 3:11
2. "The Sign" (długa wersja) – 4:43

- GE 12" (1993) 855 027-1

1. "The Sign" – 3:11
2. "The Sign" (długa wersja) – 4:43
3. "The Sign" (Dub Version) – 5:10

- GE 12" (1994) 855 707-1

1. "The Sign" (The Remix) – 5:40
2. "The Sign" (Ultimix) – 6:49
3. "The Sign" (Dub Version) – 5:10

- JP CD (1992) BVDA-81

1. "The Sign" – 3:11
2. "Young And Proud" – 3:56

- NE 12" (1993) MRCX122592

1. "The Sign" – 3:11
2. "The Sign" (długa wersja) – 4:43
3. "The Sign" (Dub Version) – 5:10

- NE 12" (1994) MRCX122636

1. "The Sign" (The Remix) – 5:40
2. "The Sign" (Ultimix) – 6:49
3. "The Sign" (Dub Version) – 5:10

- SW CD (1994) MRCXCD2636

1. "The Sign" (The Remix) – 5:40
2. "The Sign" (Ultimix) – 6:49
3. "The Sign" (Dub Version) – 5:10

- UK CD (1993) ACECD1

1. "The Sign" – 3:11
2. "The Sign" (długa wersja) – 4:43
3. "The Sign" (Dub Version) – 5:10

- UK 7" (1993) ACEB1

1. "The Sign" – 3.11
2. "The Sign" (długa wersja) – 4:43

- UK 12" (1993) ACEX1

1. "The Sign" – 3:11
2. "The Sign" (długa wersja) – 4:43
3. "The Sign" (Dub Version) – 5:10

- USA CD (wydanie promocyjne) (1993) ASCD2653

1. "The Sign" – 3:11

- USA CD (1994) 07822-12673-2

1. "The Sign" (Ultimix) – 6:49
2. "The Sign" – 3:11
3. "Young And Proud" – 3:56
4. "Happy Nation" (12" Version) – 6:40

- USA (kaseta) (1993) 07822-12653-4

1. "The Sign" – 3:11
2. "Young And Proud" – 3:56

- USA 12" (1994) 07822-12673-1

1. "The Sign" (Ultimix) – 6:49
2. "The Sign" – 3:11
3. "Young And Proud" – 3:56

## Teledysk
Teledysk przedstawia zespół grający utwór – teledysk jest w połowie czarno-biały, w połowie kolorowy (pod względem czasowym). W tle pokazywane są co jakiś czas romantyczne symbole. Tytułowy znak jest ukazany jako anch i dżed.
Pokazywane w filmie obrazki układają się w krótką historię kobiety i mężczyzny siedzących obok siebie. Nagle mężczyzna wychodzi, nie zwracając uwagi na kobietę. Po chwili wraca i wręcza swojej wybrance bukiet kwiatów. Kobieta akceptuje jego zaloty i razem podają sobie ręce. Nagle na jej twarzy pojawia się smuga światła; kobieta nagle znika zostawiając samego mężczyznę.

## Pozycje na listach przebojów
| Chart                             | Peak position |
| --------------------------------- | ------------- |
| Argentina Singles Chart           | 1             |
| Australian ARIA Singles Chart     | 1             |
| Austrian Singles Chart            | 1             |
| Canadian Singles Chart            | 1             |
| Chile Top 100 Chart               | 1             |
| Dutch Singles Chart               | 3             |
| French Singles Chart              | 5             |
| German Singles Chart              | 1             |
| Irish Singles Chart               | 2             |
| Italian Singles Chart             | 4             |
| Israeli Singles Chart             | 2             |
| New Zealand RIANZ Singles Chart   | 1             |
| Norwegian Singles Chart           | 5             |
| Spanish Singles Chart             | 1             |
| Swiss Singles Chart               | 4             |
| Swedish Singles Chart             | 2             |
| UK Singles Chart                  | 2             |
| U.S. Billboard Hot 100            | 1             |
| U.S. Billboard Adult contemporary | 2             |

## Nakład
- Wielka Brytania: 453,000 (złoto)
- USA: 1,000,000 (platyna)